# Royal Liverpool Philharmonic Orchestra
Het Royal Liverpool Philharmonic Orchestra (RLPO) is een van de oudste symfonieorkesten (opgericht in 1840) binnen het Verenigd Koninkrijk. Het orkest heeft als thuisbasis de Royal Liverpool Hall, een van de concertzalen met een betere akoestiek. Men geeft concerten en maakt ook opnamen. Vanaf 1998 heeft men een eigen platenlabel. Men heeft ook een contract met de Britse omroep Classic FM tot 2009, waarbij het RLPO uitverkoren is als de vertegenwoordiger van Noord West Engeland. 

## Chef-dirigenten
- 1840-1866: John Russell
- 1867-1879: Julius Benedict
- 1880-1883: Max Bruch
- 1883-1895: Charles Hallé
- 1896-1913: Frederic Cowen
- 1932-1942: Louis Cohen
- 1942-1948: Malcolm Sargent
- 1948-1955: Hugo Rignold
- 1955-1957: Efrem Kurtz
- 1957-1963: John Pritchard
- 1963-1977: Charles Groves
- 1977-1980: Walter Weller
- 1980-1983: David Atherton
- 1983-1986: Marek Janowski
- 1987-1998: Libor Pešek
- 1997-2001: Petr Altrichter
- 2001-2006: Gerard Schwarz
- 2006-2021: Vasily Petrenko
- 2021- : Domingo Hindoyan